# 特拉彭坎普
特拉彭坎普是德国石勒苏益格－荷尔斯泰因州的一个市镇。总面积3.45平方公里，总人口5001人，其中男性2496人，女性2505人（2011年12月31日），人口密度1 450人/平方公里。